# Arte rupestre del morro Vilcún
El arte rupestre del morro Vilcún corresponde al conjunto de 47 pinturas rupestres y 9  grabados de carácter precolombino existentes en varias cuevas del morro Vilcún, una formación de origen volcánico del sur de Chile que se localiza en el sector de Santa Bárbara, a 15 km al norte de la ciudad de Chaitén.Se estima que fueron realizadas en la segunda mitad del siglo XII por el pueblo Chono.
Las pinturas y petroglifos se encuentran en la cara sur del monte, sobre roca volcánica en distintos niveles: algunas a ras del suelo y otras hasta a 2,3 metros de altura. Éstas se constituyen en el primer hallazgo de arte rupestre en Chiloé continental, con una data estimada de 700 años a través de Carbono 14, aunque también se sugiere que parte de este conjunto artístico puede remontarse a los canoeros y nómades que habitaron la zona hace cinco mil años.
El sistema de cuevas ha preservado rasgos arqueológicos con material lítico y conchales que documentan la ocupación del sector. Una de las singularidades de este patrimonio es, hasta el momento, el único registro de arte rupestre con pigmentos en el litoral Pacífico. El sitio arqueológico alberga evidencias e indicadores de movilidad e intercambio con poblaciones cordilleranas y del lado Argentino, tal como se ha documentado en sitios similares en Curarrehue y Lago Caburgua.

## Investigación
La existencia de estas pinturas rupestres, fueron presentadas a la comunidad a través de una investigación realizada el año 2012, a cargo del arqueólogo Rafael Labarca, en co-ejecución con Francisco Mena, también arqueólogo del Centro de Investigación en Ecosistemas de la Patagonia (CIEP),  junto a Thierry Dupradou, fotógrafo y Alfredo Prieto del Centro de Estudios del Hombre Austral, de la Universidad de Magallanes. Los resultados fueron publicados en la BBC.

### Proyecto de reconstrucción 3D[8]
Karen Holmberg, arqueóloga de la Universidad de Nueva York (NYU), en marzo de 2018 comenzó un proyecto de excavación en el Morro Vilcún. La iniciativa fue financiada por National Geographic (NatGeo), la Universidad Austral sede Puerto Montt y la Fundación ProCultura. Junto con estudiar la adaptación humana en zonas volcánicas, localizar nuevos sitios, e identificar el patrimonio geológico del lugar, la iniciativa se propuso reconstruir de forma inédita a través de imágenes 3D las cuevas, trabajo que pone de relieve el arte rupestre en su interior.
El proyecto incluyó a los arqueólogos Francisco Mena, Rafael Labarca y Elisa Calás, al geólogo de la Universidad de Aukland, Brent Alloway; la directora regional de Fundación Procultura Los Lagos, Constanza Gómez; al doctor en Medios y Tecnología de la Universidad de Los Andes (Colombia), Andrés Burbano; a la artista de NYU, Caitlin Barrigan; al fotógrafo, Thierry Dupradau y a la arqueóloga  de la UACH y directora del Colegio de Arqueólogos de Chile, Javiera Letelier.